# Tim Jerks
Tim Jerks (* in Australien) ist ein australischer Fußballtrainer.
Jerks war als Coaching Development Manager am New South Wales Institute of Sport tätig, bevor er im Mai 2003 im Vorfeld der Südpazifikspiele zum Trainer der tuvaluischen Auswahlmannschaft ernannt wurde. Die während des Turniers erlittene 0:1-Niederlage gegen Vanuatu wurde dabei als größte Heldentat in der Fußballgeschichte des Landes gefeiert.
In den Jahren 2004/05 und 2007/08 war Jerks Chefcoach der Fußballnationalmannschaft der Cookinseln für die WM-Qualifikation. 2010 war er ebenfalls Trainer dieser Mannschaft, bevor er von dem Neuseeländer Shane Rufer abgelöst wurde.
Jerks war unter anderem auch Cheftrainer im australischen Verband von Football Far North Coast.